# Touppéré (Bogo)
Pour les articles homonymes, voir Touppéré.
Touppere (ou Toupere) est une localité située dans l'arrondissement de Bogo, département du Diamaré et région de l’Extrême-Nord du Cameroun. Elle fait partie du lawanat de Sedek.

## Population
En 1975, la localité comptait 33 habitants, des Peuls.
Lors du recensement de 2005, on y a dénombré 133 personnes.